# Rugby a 15 nel 1934

## Attività internazionale

### Tornei per nazioni
|  | Home Championship | Inghilterra |

### I tour
- La selezione universitaria Australia si reca in tour in Giappone ed Hong Kong:

| Tokyo 11 febbraio 1934 | Giappone | 8 – 18 | Australia Universitaria |  |

| Osaka 18 febbraio 1934 | Giappone | 14 – 9 | Australia Universitaria | (Hanazono) |

| Hong Kong febbraio 1934 | Hong Kong | 11 – 5 | Australia Universitaria |  |

| Hong Kong febbraio 1934 | Hong Kong | 3 – 3 | Australia Universitaria |  |

- La selezione delle Isole Figi si reca a Tonga:

| Nuku'alofa 8 agosto 1934 | Tonga | 6 – 16 | Figi |  |

| Nuku'alofa 12 agosto 1934 | Tonga | 6 – 5 | Figi |  |

| Nuku'alofa 15 agosto 1934 | Tonga | 8 – 30 | Figi |  |

* La Nuova Zelanda si recò in Australia. I test match furono 2 con una vittoria per i padroni di casa e un pareggio. Gli Australiani, conquistarono dunque la Bledisloe Cup
| Sydney 11 agosto 1934 | Australia | 25 – 11 | Nuova Zelanda | (Cricket Ground) |

| Sydney 25 agosto 1934 | Australia | 3 – 3 | Nuova Zelanda | (Cricket Ground) |

### Altri test
La Francia, esclusa dal "cinque Nazioni", trova possibilità di giocare solo con le nazionali9 "minori" come la Germania:
| Parigi 1º gennaio 1934                                         | Francia XV | 12 – 3 | Germania | Yes de Manoir, Colombes |
| \| \| \| \| \| mete: Bes, Finat Servole 2 \| Marcatori \| ? \| |            |        |          |                         |
|                                                                |            |        |          |                         |
| mete: Bes, Finat Servole 2                                     | Marcatori  | ?      |          |                         |

| Hannover 25 marzo 1934 | Germania  | 9 – 13                    | Francia |  |
| \| \| \| \| \| mete: Desclaux, Duluc Escaffre trasf.: Chaud, Desclauxc.p.: Drop: \| Marcatori \| mete: 1 trasf.: 1 Drop: 1 \| |           |                           |         |  |
| |           |                           |         |  |
| mete: Desclaux, Duluc Escaffre trasf.: Chaud, Desclauxc.p.: Drop:                                                             | Marcatori | mete: 1 trasf.: 1 Drop: 1 |         |  |

| Utrecht 14 gennaio 1934 | Paesi Bassi | 6 – 3 | Belgio |  |

| Dunkerque 25 marzo 1934 | France North | 9 – 18 | Belgio |  |

| Praga 6 maggio 1934 | Cecoslovacchia | 9 – 19 | Germania |  |

| Maastricht 2 dicembre 1934 | Paesi Bassi | 0 – 21 | Germania |  |

## La nazionale italiana
La Federazione Italiana Palla Ovale, dopo il periodo di crisi degli anni precedenti, sta consolidando la propria situazione e la Nazionale, sempre affidata a Luigi Bricchi, centra un confortante pareggio a Barcellona contro la Catalogna, all'epoca federazione indipendente da quella spagnola.
Nell'autunno la Federazione, chiama un allenatore francese, Julien Saby a dirigere la Nazionale, con la collaborazione sempre di Luigi Bricchi. Il francese, avvia una collaborazione con gli allenatori di club, evolvendo il gioco, assumendo anche la guida dell'Amatori Milano nel 1935. L'esordio avviene a Milano contro la Romania il 26 dicembre. Il successo per 7-0 è propiziato da una meta di Cazzini e da un drop di Francesco Vinci.
| Arbitro: | Leopold Mailhan |

|                               |           |                               |
| mete: Garrigosa trasf.: Elias | Marcatori | mete: Cazzini trasf.: Aloisio |

| Genova maggio 1934 | Italia XV | 3 – 16 | Tolone |  |

| Arbitro: | Leopold Mailhan |

|                                              |           |  |
| 30' meta di Cazzini 56' drop di F. Vinci III | Marcatori |  |

## I Barbarians
Nel 1934 la squadra ad inviti dei Barbarians ha disputato i seguenti incontri:
| Northampton 1º marzo 1934 | East Midlands | 11 – 8 | Barbarians |  |

| Penarth 30 marzo 1934 | Penarth RFC | 3 – 16 | Barbarians |  |

| Cardiff 31 marzo 1934 | Cardiff RFC | 9 – 14 | Barbarians | Arms Park |

| Swansea 2 aprile 1934 | Swansea RFC | 6 – 12 | Barbarians | (Saint Helen's) |

| Newport 3 aprile 1934 | Newport RFC | 6 – 11 | Barbarians | (Rodney Parade) |

| Leicester 27 dicembre 1934 | Leicester Tigers | 5 – 6 | Barbarians | (Welford Road) |

| Londra 29 dicembre 1934 | Blackheath | 13 – 16 | Barbarians |  |

## Campionati nazionali
| Argentina            | Camp. di Buenos Aires    | CASI            |
| Nuovo Galles del Sud | Shute Shield             | Mainly          |
| Francia              | Campionato 1933-34       | Bayonne         |
|                      | Challenge Yves du Manoir | Tolosa e Tolone |
| Italia               | Campionato 1933-34       | Amatori Milano  |
| Sudafrica            | Currie Cup:              | non disputata   |
| Romania              | Campionato               | PTT Bucarest    |
| Spagna               | Copa del Rey             | Real madrid     |